# XII Festival olimpico estivo della gioventù europea
Il Festival olimpico estivo della gioventù europea 2013 è stato la 12ª edizione della manifestazione multisportiva organizzata dai Comitati Olimpici Europei. Si è svolto a Utrecht, nei Paesi Bassi, dal 14 al 19 luglio 2013.

## Discipline
Sono state attribuite 111 medaglie in 9 sport:
- Atletica leggera (36) (dettagli)
- Pallacanestro (2) (dettagli)
- Ciclismo (4) (dettagli)
- Ginnastica artistica (14) (dettagli)

- Pallamano (2) (dettagli)
- Judo (15) (dettagli)
- Nuoto (32) (dettagli)
- Tennis (4) (dettagli)
- Pallavolo (2) (dettagli)

## Calendario
| ● | Cerimonia d'apertura |  | Gare | ● | Finali | ● | Cerimonia di chiusura |

| Luglio 2013           | Dom 14 | Lun 15 | Mar 16 | Mer 17 | Gio 18 | Ven 19 | Medaglie d'oro |
| --------------------- | ------ | ------ | ------ | ------ | ------ | ------ | -------------- |
| Cerimonie             | ●      |        |        |        |        | ●      |                |
| Atletica leggera      |        | 3      | 6      | 6      | 11     | 10     | 36             |
| Ciclismo              |        |        | 2      |        | 2      |        | 4              |
| Ginnastica artistica  |        |        | 1      | 1      | 2      | 10     | 14             |
| Judo                  |        |        | 4      | 4      | 4      | 3      | 15             |
| Nuoto                 |        |        | 6      | 11     | 4      | 11     | 32             |
| Pallacanestro         |        |        |        |        |        | 2      | 2              |
| Pallamano             |        |        |        |        |        | 2      | 2              |
| Pallavolo             |        |        |        |        |        | 2      | 2              |
| Tennis                |        |        |        |        |        | 4      | 4              |
| Medaglie d'oro totali |        | 3      | 19     | 22     | 23     | 44     | 111            |

## Medagliere
| Pos.   | Paese                | Oro | Argento | Bronzo | Totale |
| ------ | -------------------- | --- | ------- | ------ | ------ |
| 1      | Russia               | 30  | 14      | 12     | 56     |
| 2      | Gran Bretagna        | 9   | 14      | 8      | 31     |
| 3      | Francia              | 9   | 6       | 7      | 22     |
| 4      | Ungheria             | 8   | 3       | 3      | 14     |
| 5      | Italia               | 7   | 3       | 12     | 22     |
| 6      | Germania             | 5   | 8       | 3      | 16     |
| 7      | Paesi Bassi          | 4   | 7       | 9      | 20     |
| 8      | Turchia              | 4   | 2       | 7      | 13     |
| 9      | Polonia              | 4   | 2       | 2      | 8      |
| 10     | Spagna               | 3   | 4       | 11     | 18     |
| 11     | Slovenia             | 3   | 0       | 8      | 11     |
| 12     | Romania              | 2   | 7       | 7      | 16     |
| 13     | Georgia              | 2   | 3       | 3      | 8      |
| 14     | Irlanda              | 2   | 2       | 1      | 5      |
| 15     | Slovacchia           | 2   | 1       | 0      | 3      |
| 15     | Svizzera             | 2   | 1       | 0      | 3      |
| 17     | Israele              | 2   | 0       | 2      | 4      |
| 18     | Azerbaigian          | 2   | 0       | 1      | 3      |
| 19     | Belgio               | 1   | 4       | 2      | 7      |
| 20     | Finlandia            | 1   | 3       | 2      | 6      |
| 21     | Bielorussia          | 1   | 2       | 4      | 7      |
| 22     | Rep. Ceca            | 1   | 2       | 2      | 5      |
| 23     | Danimarca            | 1   | 2       | 1      | 4      |
| 24     | Montenegro           | 1   | 1       | 1      | 3      |
| 24     | Norvegia             | 1   | 1       | 1      | 3      |
| 26     | Serbia               | 1   | 1       | 0      | 2      |
| 27     | Lituania             | 1   | 0       | 1      | 2      |
| 27     | Svezia               | 1   | 0       | 1      | 2      |
| 29     | Cipro                | 1   | 0       | 0      | 1      |
| 30     | Ucraina              | 0   | 6       | 8      | 14     |
| 31     | Croazia              | 0   | 3       | 3      | 6      |
| 32     | Austria              | 0   | 2       | 2      | 4      |
| 33     | Grecia               | 0   | 2       | 1      | 3      |
| 34     | Estonia              | 0   | 2       | 0      | 2      |
| 35     | Bosnia ed Erzegovina | 0   | 1       | 1      | 2      |
| 35     | Moldavia             | 0   | 1       | 1      | 2      |
| 37     | Bulgaria             | 0   | 1       | 0      | 1      |
| 38     | Lettonia             | 0   | 0       | 1      | 14     |
| Totale | Totale               | 111 | 111     | 128    | 350    |